# Musculus semimembranosus
Der Musculus semimembranosus (lat. für „halbmembranöser Muskel“) ist einer der hinteren Skelettmuskeln des Oberschenkels. Seinen Namen verdankt er seiner breiten Ursprungssehne. Sowohl die Sehne als auch der Muskelbauch zeigen im oberen Teil eine Einbuchtung, in der der Musculus semitendinosus verläuft.
Beim Pferd hat der Muskel einen Wirbelkopf, also einen zweiten Ursprung an den Kreuz- und ersten Schwanzwirbeln. Bei Hunden und Katzen ist der Muskel in zwei Bäuche geteilt. Bei Schlachttieren ist der Muskel Teil der Oberschale.

## Funktion
Der Musculus semimembranosus streckt das Hüftgelenk. Außerdem beugt er das Knie und dreht den Unterschenkel nach innen.
Eine Mitwirkung des Musculus semimembranosus (und der anderen beiden Muskeln der ischiocruralen Muskulatur, der Mm. biceps femoris, caput longum und semitendinosus) an der Streckung im Kniegelenk ist beim Menschen unter dem Begriff des Lombardschen Paradoxons bekannt.